# St. Laurentius (Zell am Main)

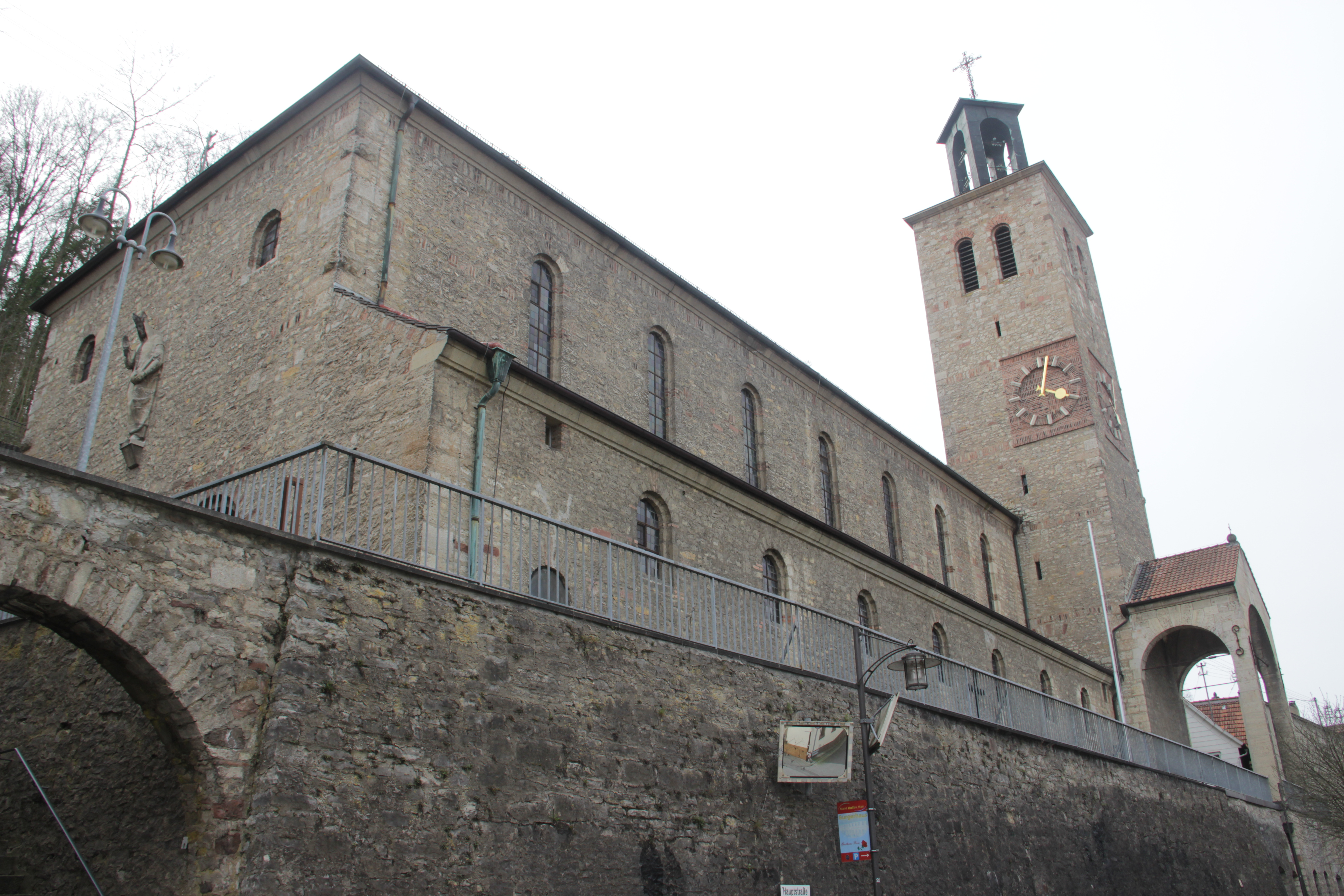
St. Laurentius (Zell am Main)

Die römisch-katholische, denkmalgeschützte Pfarrkirche St. Laurentius steht in Zell am Main, einem Markt im Landkreis Würzburg (Unterfranken, Bayern). Die Kirche ist unter der Denkmalnummer D-6-79-209-37 als Baudenkmal in der Bayerischen Denkmalliste eingetragen. Die Pfarrei gehört zur Pfarreiengemeinschaft Hl. Franziskus im Maintal (Zell am Main) im Dekanat Würzburg links des Mains des Bistums Würzburg.

## Geschichte
Obwohl sich im Ort zwei Klöster befanden, hatte Zell bis 1623 keine eigene Pfarrkirche. Im Zuge der Katholischen Reform ließ Fürstbischof Julius Echter in jenem Jahr die erste Pfarrkirche St. Laurentius errichten. Diese Bemühungen verliefen parallel zu Echters Wiederaufrichtung des Klosters Unterzell von 1608 bis 1614. 
Im Jahr 1906 brannte die sogenannte „Echterkirche“ ab. Bis 1928 wurden Mittel für eine neue, größere Pfarrkirche aufgebracht. Der Bau auf demselben Gelände wie dem der Echterkirche wurde 1929 abgeschlossen.

## Beschreibung
Die traufständige, dreischiffige Basilika besteht aus einem Langhaus, einem eingezogenen, dreiseitig geschlossenen Chor im Norden und einem Chorflankenturm an dessen Ostwand, auf dessen flachen Pyramidendach ein offener Dachreiter sitzt. Außen an der Südwand steht eine Statue des heiligen Laurentius auf einer Konsole. 
Der Innenraum des Mittelschiffs ist mit einer Holzbalkendecke auf quergelagerten Unterzügen überspannt. Zur Kirchenausstattung gehört eine Pietà von Tilman Riemenschneider. Die Orgel auf der Empore über dem Eingang hat 26 Register, zwei Manuale und ein Pedal und wurde 1967 von Norbert Krieger gebaut.